# Archaïsche periode (Griekenland)
De archaïsche periode in de Griekse geschiedenis beslaat de periode van ± 800 tot 480 v.Chr. Het woord archaïsch is van Griekse oorsprong en betekent vrij vertaald 'uit het begin'.

## Kunst
In deze tijd werden de eerste grote tempels gebouwd en ook de schilderkunst en monumentale beeldhouwkunst kwam tot ontwikkeling.
De ontwikkeling van deze kunsten wordt ingedeeld in een vroeg-archaïsche, oriëntaliserende of daedalische stijl (ca. 700-610 v.Chr.), een streng-archaïsche stijl (ca. 610-570 v.Chr.), een rijp-archaïsche stijl (ca. 570-530 v.Chr.) en een laat-archaïsche stijl (ca. 530-480 v.Chr.).

## Bevolking en economie
Het is waarschijnlijk dat er in de archaïsche periode een bevolkingsgroei heeft plaatsgevonden. De bevolking zou gestaag zijn doorgegroeid, in voortduring van de 10e tot 5e eeuw. Er ontwikkelde zich een groeiende elite.
De bevolking had over het algemeen hetzelfde geloof. Het was een polytheïstisch geloof in een pantheon van algemeen in het hele Griekssprekend gebied aanbeden goden, hoewel er ook lokale varianten daarvan als puur lokale goden vereerd werden.
Ondanks het feit dat de bevolking niet explosief groeide, moesten er toch meer monden worden gevoed. Er werd nieuwe landbouwgrond ontgonnen en er werd een groeiende variëteit aan gewassen verbouwd, waardoor het houden van vee steeds minder belangrijk werd.
Ook begonnen de Grieken steeds meer de zee op te gaan om in hun levensonderhoud te voorzien. Zij werden of piraat of handelaar. Geleidelijk vond er een breed herstel van nederzettingen en van de materiële cultuur plaats. Hutten werden vervangen door huizen en houten tempels door tempels van steen. Er ontwikkelden zich steden waarin een elite zich profileerde. De grafcultuur weerspiegelt deze maatschappelijke ontwikkelingen.

## Politiek
Tijdens de archaïsche periode ontwikkelden zich de meest typische staatsvormen van Hellas: de polis, de tirannie en de democratie.
In verscheidene stadstaatjes namen tirannen (Grieks: τύραννοι) de macht in handen. Vaak stonden ze aan de kant van het gewone volk tegenover de aristocratie en bereidden ze een democratische regeringsvorm voor. Er groeide een rivaliteit tussen de zeemogendheid Athene, die heerste over Attika en verscheidene Egeïsche eilanden, en de landmogendheid Sparta die zijn macht uitbreidde over de gehele Peloponnesos.

### Democratie van Athene
In 624 v.Chr. kondigde Draco zijn strenge (draconische) wetten af: de macht van de adel werd beknot, de bloedwraak beperkt, het recht om te straffen kwam aan de staat. Maar de maatschappelijke noden van kleine boeren en handelaars vroegen om andere wetten.
Die vaardigde Solon van Athene uit in 594 v.Chr.; in zijn enigszins democratische staatsregeling hadden alle mannelijke burgers stemrecht en berustte de hoogste macht bij de volksvergadering.
Omstreeks 560 v.Chr. viel de macht in handen van de tiran Peisístratos, onder wiens zegenrijke bewind welvaart en kunst bloeiden. Kleisthenès ontnam de adel in 508 v.Chr. zijn invloed en voerde een echt democratisch bestuur in. Zijn schervengericht of ostracisme bood de gelegenheid ongewenste staatslieden uit Athene te verbannen. De naam is ontleend aan het óstrakon (potscherf) waarop de leden van de volksvergadering de naam krasten van de staatsman die ze een gevaar vonden voor de staat.

## Kolonisatie

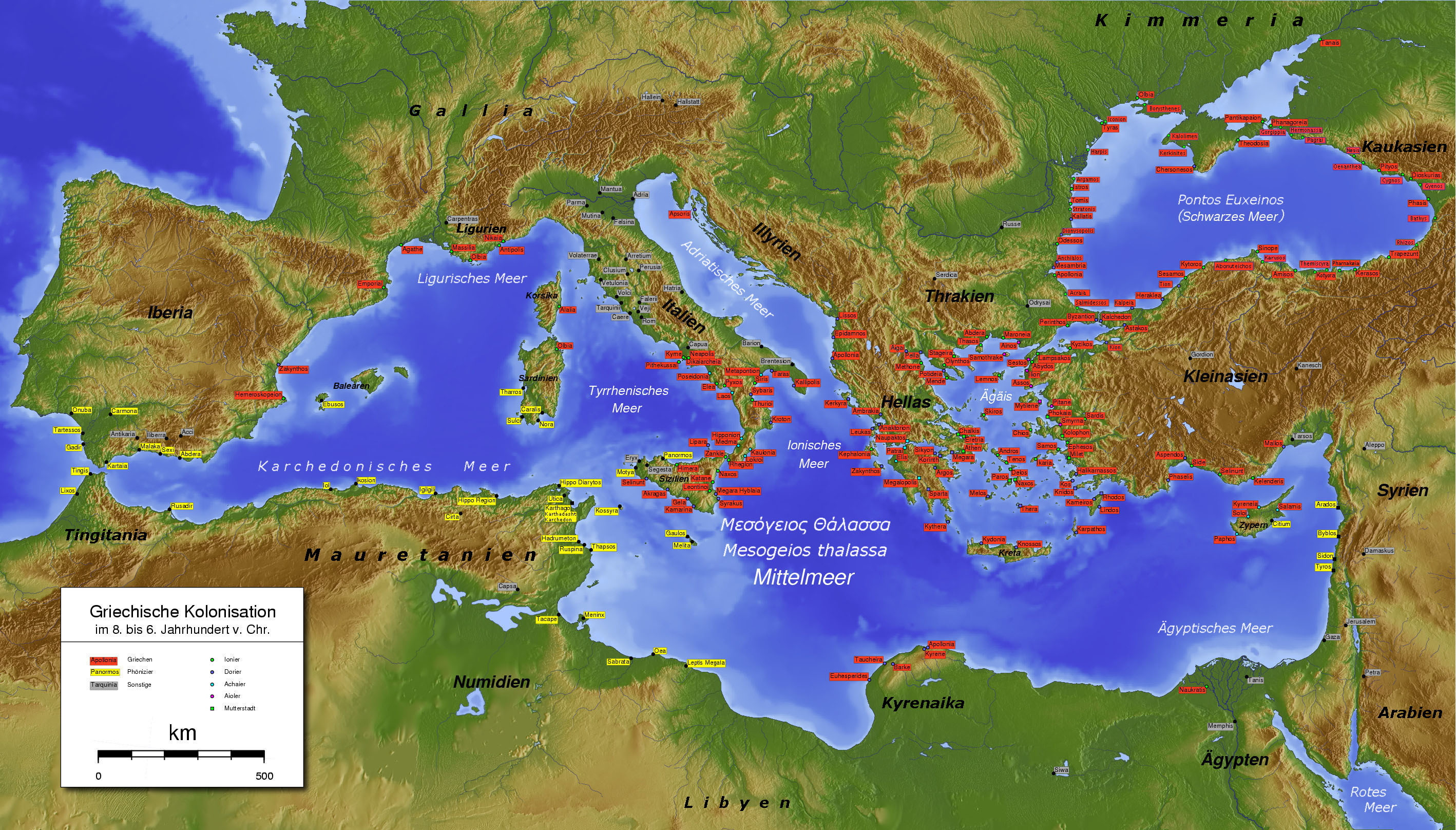
De Griekse kolonisatie (750-550 v.Chr.).

Van de 8e eeuw tot de 6e eeuw, periode van de tweede Griekse expansie (eerste was ca. 1100 v.Chr.); de befaamde Griekse kolonisatie.
Oorzaken
- Uitlaatklep van de bevolkingsgroei
- Oplossing voor interne conflicten binnen de elite van een Griekse stad.

Mogelijkheid voor een bedreigende groep een nieuw bestaan op te bouwen. Steeds meer Grieken waagden zich op zee in navolging van de Feniciërs. Dit bevorderde de Griekse handel, scheepvaart, kennis van geografie.
De meeste kolonies waren agrarische nederzettingen, gesticht op vruchtbaar terrein en de kolonisten werden landbouwers. Veel kolonies werden gesticht aan de kusten van de Zwarte Zee, in Sicilië en Zuid-Italië.
In Sicilië en Zuid-Italië woonden zoveel Grieken dat het gebied in de oudheid Groot-Griekenland genoemd werd. Er ontstonden grote en bloeiende steden (Napels, Cumae, Syracuse,Tarente). Rond 600 v. Chr. werd Marseille gesticht door de stad Phocaea.
Het woord kolonisatie is misleidend. De Griekse kolonie, apoikia, was niet een winstgewest, maar een nieuwe onafhankelijke polis.
De meeste kolonies zijn niet uit handelsoverwegingen gesticht, ze hebben de handel echter wel bevorderd.
De handel bevorderde de nijverheid in de steden. Door de schepen bouw en keramiek dat vervaardigd moest worden. Een toenemend aantal mensen werkte buiten de landbouw.
Er ontstond geen stad-platteland tegenstelling. De meeste stadsbewoners waren boeren, die hun land buiten de stad hadden liggen.
Slechts enkele zeer grote steden, zoals Athene in de 5e eeuw, Rome in het begin van de jaartelling, werden in meerderheid bewoond door niet-agrarische bewoners (waren afhankelijk van import uit streken met graanoverschotten).